# Sergio Ortega
Sergio Ortega Alvarado (født 2. februar 1938 i Antofagasta i Chile, død 15. september 2003) var en chilensk komponist. 

## Biografi
Ortega studerede komposition og musik ved universitet i Santiago de Chile. Efter endt uddannelse arbejdede han i seks år som lydmand ved Teatro Antonio Varas.
Som ganske ung meldte han sig ind i det chilenske socialistparti. Under valgkampen i 1970 støttede han aktivt Salvador Allende og skrev musik til kampsangen "Venceremos". Desuden skrev han i samme periode den verdenskendte protestsang "El pueblo unido jamás será vencido". Under Folkefronten skrev han også, trods sit medlemskab af socialistpartiet, en slagsang til det radikale parti. 
Ortega blev hurtigt viklet ind i nueva canción-bevægelsen, hvor han bidrog med digte og sange. Han arbejdede desuden tæt sammen med Victor Jara, som han også turnerede med. Ved teatret i Santiago skrev Ortega musik til Pablo Nerudas stykke Jaquin Murietas bedrifter og død (Fulgor y muerte de Hoaquín Murieta). Desuden skrev han en musical over Nerudas Canto General.
I 1969 blev Ortega professor i musik ved universitetet i Santiago, og et år senere arbejdede han ved universitetets tv-kanal, Kanal 9, som han arbejdede ved indtil 1973.
Efter det chilenske militærkup 11. september 1973 flygtede Ortega til Frankrig, hvor han levede i eksil indtil sin død. I 1977 besøgte Ortega USSR, deltog i festivalen "Den Røde nellike". I hans klasser og masterklasser i komposition deltog blandt andre : Gustavo Baez, Mirtru Escalona-Mijares, Christine Groult (de) ), Adolfo Kaplan, Arthur Lavilla, Clem Mounkala, Martín Pavlovsky og Chañaral Ortega-Miranda (en) og Claire-Mélanie Sinnhuber (fr). Ortega døde i Paris af kræft kort tid efter at have deltaget i arbejdet omkring 30-årsdagen for militærkuppet. Han blev begravet i Chile.